# Amparo Moreno Sardà
Amparo Moreno Sardà (Calamocha, 1947) es una periodista y catedrática emérita del Departamento de Periodismo y Ciencias de la Comunicación y directora del Laboratorio de Periodismo y Comunicación para la Ciudadanía Plural de la Universidad Autónoma de Barcelona. Es directora del Laboratorio de Periodismo y Comunicación para la Ciudadanía Plural (LPCCP) y miembro fundadora del Feminario Mujeres y Cultura de Masas dedicado al análisis de la transmisión de estereotipos sexistas a través de la información y la publicidad de los medios de comunicación. Activista e investigadora feminista, entre sus publicaciones están Mujeres en lucha. El movimiento feminista en España (1977) o Arquetipo viril protagonista de la historia. Ejercicio de lectura no androcéntrica (1987) Editorial LaSal 1987. En 2018 fue destacada como Socia de Honor de la Asociación Española de Investigación de la Comunicación.

## Trayectoria

### Formación
Se licenció en Filosofía y Letras por la Universidad de Valencia en 1969, en 1973 se graduó en periodismo en la Escuela Oficial de Periodismo de Barcelona y en 1984 se doctoró en Historia en la Universidad de Barcelona.

### Actividad periodística
En los años 70 fue redactora y colaboradora de periódicos de Barcelona como el El Noticiero Universal, El Correo Catalán, el Diario de Barcelona, Tele-Exprés, Destino, Mundo, etc. y en los años fue colaboradora de opinión en el Periódico de Catalunya y en el programa Bon Dia Catalunya de TV3. También ha colaborado con El País, la Veu de l'Ebre, El Punt, Diari de Tarragona y otros medios.
En 2005 fue Vicedecana del Colegio de Periodistas de Cataluña y presidenta de la demarcación de las Tierras del Ebre.

### Trayectoria como docente
En los años 1969-1970 fue profesora de bachillerato en centros oficiales y privados. En 1974 se incorporó como profesora de la Facultad de Ciencias de la Comunicación de la Universidad Autónoma de Barcelona donde dio clases de Teoría de la Comunicación, Introducción a los medios de comunicación de masas, Historia General de la Comunicación, Historia de la Comunicación en Cataluña, Metodología para la Investigación en Comunicación de masas, Periodismo especializado local y comarcal, además de cursos de doctorado.
Ha colaborado en numerosas revistas y periódicos. También ha sido profesora de Historia del Periodismo en la Facultad de Ciencias de la Información.

### Actividad política
- Años 70: miembro del Grupo de Periodistas Demócratas.
- 2003-2007: concejal del Ayuntamiento de Tortosa por Independents per l’Ebre (IPE). Hasta noviembre de 2006 fue Teniente de Alcalde, Responsable de Sociedad de la Información, Participación Ciudadana, Servicio de Atención Ciudadana y Estudios Universitarios.

## Crítica al androcentrismo en la historia
Entre las investigaciones y publicaciones de Moreno se encuentran "Arquetipo viril protagonista de la historia. Ejercicio de lectura no androcéntrica" publicado en 1987 por LaSal. El estudio teórico desarrolla el concepto de androcentrismo y los mecanismos mediante los cuales se construye el discurso histórico. 
"En la primera parte se profundiza sobre el androcentrismo, diferenciándolo de las concepciones sexistas, y se proponen instrumentos metodológicos para el análisis no-androcéntrico del discurso histórico. En la segunda parte, se aplica esta metodología al análisis de los manuales de historia del bachillerato español. Por androcentrismo se entiende una determinada visión del desarrollo histórico, y su expresión en las ciencias sociales, que se caracteriza por la hegemonía del arquetipo viril que margina, negativiza y silencia la participación de la mujer y de otros grupos considerados inferiores."

## Laboratorio de Periodismo y Comunicación
Amparo Moreno es directora del Laboratorio de Periodismo y Comunicación para la Ciudadanía Plural (LPCCP) dedicado a la evaluación de webs de ayuntamientos y administraciones públicas para comprobar si la información que trasladan permite "hacer un control y seguimiento de la acción de gobierno por parte de la ciudadanía.

## Publicaciones
- 1977: Mujeres en lucha. El movimiento feminista en España, Anagrama, Barcelona. ISBN 84-339-1303-4
- 1986, El Arquetipo Viril, protagonista de la Història. Ejercicios de lectura no-androcéntrica, LaSal, Barcelona.
- 1988, La otra ‘Política’ de Aristóteles. Cultura de masas y divulgación del Arquetipo Viril, Icària, Barcelona.
- 1991, Pensar la Historia a ras de piel, Ediciones de la Tempestad, Barcelona.
- 1998, La mirada informativa, Bosch, Barcelona.
- 1999, Cap a una història de les comunicacions des de Catalunya, Servei Publicacions UAB.
- ¿De qué hablamos y no hablamos cuando hablamos del “hombre”?. 30 años de crítica al pensamiento androcéntrico y alternativas, Icaria, Barcelona (en prensa).
- Moreno, Amparo; Rovetto, Florencia; Buitrabo, Alfonso, ¿De quién hablan las noticias? Guía para humanizar la Información, Icaria, Barcelona (en prensa).

## Premios y reconocimientos
- 2018 reconocida como Socia de Honor de la Asociación Española de Investigación de la Comunicación (AE-IC) por su importante y prolongada tarea de investigación en comunicación.[8]